# 学校法人光星学院
学校法人光星学院（がっこうほうじんこうせいがくいん）は、青森県八戸市に本部を置き、大学、短期大学部、高等学校、幼稚園を運営している学校法人である。創立者は中村由太郎、理事長は法官新一。

## 沿革
- 1956年 学校法人白菊学園による光星学院高等学校（現八戸学院光星高等学校）設置
- 1958年 学校法人白菊学園による光星学院高等学校廃止、学校法人光星学院により同校名で再設置される。
- 1967年 しののめ幼稚園（現八戸学院幼稚園）設置
- 1968年 スクールバス運行開始、多賀台幼稚園（現在は廃止）設置
- 1970年 八戸市美保野に学校用地取得（美保野キャンパス）
- 1971年 八戸短期大学（現八戸学院大学短期大学部）設置
- 1972年 野辺地町に学校用地取得（野辺地キャンパス）
- 1973年 光星学院野辺地工業高等学校（現八戸学院野辺地西高等学校）設置、白銀幼稚園（現在は廃止）設置
- 1974年 光星学院高等学校に一種自動車整備士2級課程専攻科(自動車科)設置
- 1976年 聖アンナ幼稚園（現八戸学院聖アンナ幼稚園）設置
- 1978年 びわの幼稚園（現在は廃止）設置
- 1979年 光星学院野辺地自動車工学専門学校（現在は廃止）設置、第二しののめ幼稚園（現八戸学院第二しののめ幼稚園）設置
- 1981年 八戸大学（現八戸学院大学）設置
- 1983年 初代理事長中村由太郎逝去、中村キヤ第2代理事長に就任
- 1986年 光星学院情報処理センター（現八戸学院地域連携研究センター）設置
- 2000年 光星学院高等学校硬式野球部夏の甲子園ベスト4進出
- 2001年 中村覺第3代理事長に就任
- 2003年 光星学院高等学校硬式野球部NEW!!わかふじ国体初優勝
- 2011年 光星学院高等学校硬式野球部夏の甲子園準優勝、神宮大会優勝
- 2012年 光星学院高等学校硬式野球部春・夏の甲子園準優勝
- 2013年 法官新一第4第理事長に就任

## 校名変更
2012年
- 8月29日:2013年4月から学校法人光星学院が運営する全ての大学・高校・幼稚園及び総合研究所の名称を八戸学院から始まる名称に統一する考えを明らかにする[1]

2013年
- 3月14日:4月1日より新しい役職として学院主を設けることを発表。初代学院主には第3代理事長の中村覺が就任[2]
- 3月16日:2013年度からの校名変更を正式発表。学校法人については「八戸学院」が定着後に変更することとした。[3]
- 3月18日:八戸学院のシンボルマーク発表。[4]

## 運営校
- 八戸学院大学（青森県八戸市）
- 八戸学院大学短期大学部（青森県八戸市）
- 八戸学院光星高等学校（青森県八戸市）
  - 八戸学院光星高等学校専攻科（青森県上北郡野辺地町）
- 八戸学院野辺地西高等学校（青森県上北郡野辺地町）
- 八戸学院幼稚園（青森県八戸市）
- 八戸学院聖アンナ幼稚園（青森県八戸市）
- 八戸学院第二しののめ幼稚園（青森県八戸市）